# Rhodacarus reconditus
Rhodacarus reconditus är en spindeldjursart som beskrevs av Athias-Henriot 1961. Rhodacarus reconditus ingår i släktet Rhodacarus och familjen Rhodacaridae. Inga underarter finns listade i Catalogue of Life.